# قصاب‌مرغ خاکستری
قصاب‌مرغ خاکستری (نام علمی: Cracticus torquatus) نام یک گونه از سرده قصاب‌مرغ‌ها است.